# Georg Falmbigl
Georg Falmbigl (* 27. Februar 1877 in Großinzersdorf; † 1. November 1962) war ein österreichischer Politiker (CSP) und Landwirt. Falmbigl war von 1932 bis 1934 Abgeordneter zum Landtag von Niederösterreich.
Falmbigl besuchte die Volksschule und erlernte danach an der Winzerschule Mistelbach den Beruf des Winzers. In der Folge übernahm er den elterlichen Betrieb und war als Landwirt in Großinzersdorf bei Zistersdorf tätig. Falmbigl engagierte sich politisch als Gemeinderat, hatte von 1929 bis 1938 das Amt des Bürgermeisters inne und war zudem als Funktionär in verschiedenen landwirtschaftlichen Genossenschaften tätig. Zudem vertrat er die Christlichsoziale Partei in der III. Gesetzgebungsperiode zwischen dem 21. Mai 1932 und dem 30. Oktober 1934 im Niederösterreichischen Landtag. 